# Imagawa Ujizane
Imagawa Ujizane (今川 氏真?; 1538 – 27 gennaio 1615) è stato un samurai e daimyō giapponese del clan Imagawa durante il periodo Sengoku.

## Primi anni
Ujizane nacque a Sumpu ed era il figlio maggiore di Imagawa Yoshimoto. Nel 1554 sposò la figlia di Hōjō Ujiyasu (Lady Hayakawa) per saldare l'alleanza a tre formata dai clan Imagawa, Takeda e Hōjō. Ujizane divenne capo clan nel 1558, quando suo padre si ritirò per concentrarsi sull'avanzata Imagawa nelle province di Tōtōmi e Mikawa.

## Caduta del clan Imagawa
Dopo la morte del padre Yoshimoto nella battaglia di Okehazama del 1560, Ujizane fu attaccato da Takeda Shingen e dall'ex vassallo Tokugawa Ieyasu.
Ujizane si vendicò più tardi dei Takeda con un embargo sul sale, che era molto importante all'epoca per conservare la carne. Questo ebbe poco effetto poiché venuto a conoscenza di questo embargo, Uesugi Kenshin raccolse l'opportunità e vendette il sale ai Takeda, con l'unico risultato di indebolire ancor di più quel che rimaneva del clan Imagawa. Siccome Ujizane aveva sposato la figlia di Hōjō Ujiyasu, gli Hōjō offrirono il loro aiuto ma questo non riuscì ad evitare che i Takeda bruciassero la capitale Imagawa di Sumpu. Dopo l'assedio di Kakegawa del 1569, Ujizane si alleò con Ieyasu per l'aiuto a recuperare i suoi territori nella provincia di Suruga. Dato che Sumpu era stata bruciata, Ujizane si spostò nella provincia di Sagami ed attese gli sviluppi, ma dopo che i Takeda si erano fermamente stabiliti nella provincia di Suruga e le ultime truppe Hōjō erano state cacciate nel 1571, Ujizane si ritirò a Kyoto nel 1575.
Quando i Takeda furono sconfitti nel 1582, Ujizane sperò di ricevere Sumpu e Ieyasu lo supportò, ma Oda Nobunaga rifiutò. Probabilmente raggiunse più tardi Ieyasu ad Edo, prendendo il nome di Sōkan e la tonsura.
Sebbene ricordato come un povero governante, Ujizane era culturalmente dotato ed i suoi discendenti divennero maestri cerimoniali durante lo shogunato Tokugawa. Era giocatore di kemari e poeta.

## Ultimi anni e morte
La famiglia Imagawa divenne servitrice dei Tokugawa durante la fine del periodo Sengoku ed il periodo Edo, con il rango di Kōke (maestri cerimoniali). Ujizane morì nella tenuta di famiglia a Shinagawa nel 1615.

## Famiglia
- Padre: Imagawa Yoshimoto (1519–1560)
- Moglie: Lady Hayakawa (morta 1613)
- Figli: 
  - Imagawa Norimochi
  - Shinagawa Takahisa